# Ronald Belisario
Pour les articles homonymes, voir Belisario (homonymie).
Ronald J. Belisario (né le 31 décembre 1982 à Maracay, Venezuela) est un lanceur de relève droitier de la Ligue majeure de baseball.

## Carrière

### Dodgers de Los Angeles
Ronald Belisario signe son premier contrat avec une équipe des Ligues majeures en 1999 à l'âge de 16 ans avec les Marlins de la Floride. Après avoir joué dans les ligues mineures dans des clubs affiliés aux Marlins et aux Pirates de Pittsburgh, il signe un contrat avec les Dodgers de Los Angeles en janvier 2009.
Il fait ses débuts dans les majeures le 7 avril contre les Padres de San Diego. Il est crédité de sa première victoire le 23 avril contre ces mêmes Padres. À sa saison recrue, il effectue 69 sorties en relève pour les Dodgers, remportant 4 victoires contre 3 défaites. Il lance 70 manches et deux tiers, enregistre 64 retraits sur des prises et maintient une excellente moyenne de points mérités de 2,04.
Le joueur vénézuélien ne rejoint pas les Dodgers en 2011 après avoir été incapable d'obtenir un visa pour les États-Unis après une arrestation pour ivresse au volant. Incapable de renouveler le document avant la saison 2012, il est suspendu par la Ligue majeure pour 25 parties après qu'un test de dépistage de drogue eut révélé qu'il avait consommé de la cocaïne.
Il connaît une excellente campagne à son retour en 2012 avec huit victoires, une défaite, un sauvetage et une moyenne de points mérités de 2,54 en 68 sorties en relève. Il enregistre 69 retraits sur des prises en 71 manches lancées.
Avant le début de la saison 2013 des Ligues majeures, Belisario participe avec l'équipe du Venezuela à la Classique mondiale de baseball. Il y fait suite avec une saison de 5 victoires et 7 défaites en 77 matchs pour les Dodgers, où sa moyenne de points mérités s'élève à 3,97 en 68 manches lancées. Il connaît des séries éliminatoires difficile avec une moyenne de 7,35 points mérités accordés par partie en 7 sorties contre Atlanta et Saint-Louis.

### White Sox de Chicago
Devenu agent libre, Belisario signe le 19 décembre 2013 un contrat d'une saison avec les White Sox de Chicago. Il connaît une saison 2014 passablement difficile chez les Sox avec une moyenne de points mérités de 5,56 en 62 sorties et 66 manches et un tiers lancées.

### Rays de Tampa Bay
Le 2 février 2015, il signe un contrat des ligues mineures avec les Rays de Tampa Bay. Il accorde 7 points mérités en 8 manches lancées pour les Rays en 2015 et devient agent libre au terme de la saison.

## Statistiques
En saison régulière
| Statistiques de lanceur |            |    |    |    |    |   |   |      |    |      |
| Saison                  | Équipe     | G  | GS | GF | SV | V | D | IP   | SO | ERA  |
| 2009                    | LA Dodgers | 69 | 0  | 13 | 0  | 4 | 3 | 70.2 | 64 | 2,04 |
| Totaux                  | Totaux     | 69 | 0  | 13 | 0  | 4 | 3 | 70.2 | 64 | 2,04 |

En séries éliminatoires
| Statistiques de lanceur |            |   |    |    |    |   |   |     |    |      |
| Saison                  | Équipe     | G | GS | GF | SV | V | D | IP  | SO | ERA  |
| 2009                    | LA Dodgers | 6 | 0  | 2  | 0  | 0 | 0 | 4.2 | 0  | 7,71 |
| Totaux                  | Totaux     | 6 | 0  | 2  | 0  | 0 | 0 | 4.2 | 0  | 7,71 |

Note: G = Matches joués ; GS = Matches comme lanceur partant ; CG = Matches complets ; SHO = Blanchissages ; 
V = Victoires ; D = Défaites ; SV = Sauvetages ; IP = Manches lancées ; SO = retraits sur des prises ; ERA = Moyenne de points mérités.